# عبد النبي حجازي

عبد النبي حجازي

عبد النبي حجازي إعلامي وروائي سوري ولد في مدينة جيرود القريبة من دمشق عام 1938، يحمل إجازة في اللغة العربية وآدابها من جامعة دمشق. عمل في بداية حياته في الزراعة والتجارة والوظيفة الإدارية. ثم عمل مدرساً في ثانويات سوريا والجزائر، تفرغ للعمل في إدارة المخطوطات والنشر في اتحاد الكتاب العرب مدير العلاقات العامة في جريدة البعث ومشرف على الثقافة والتحقيقات، كما أصبح المدير العام للإذاعة والتلفزيون. عمل رئيساً لتحرير صحيفة الأسبوع الأدبي لعدة سنوات. وكتب بعض المسلسلات الدرامية لتلفزيون دمشق وتلفزيون دبي.
توفي يوم الأحد 22 سبتمبر 2013.

## عضويته
- عضو جمعية القصة والرواية.
- عضو اتحاد الصحفيين
- عضو اتحاد الكتاب العرب في سورية.
- رئيس جمعية القصة والرواية.
- عضو المكتب التنفيذي في اتحاد الكتاب
- رئيس تحرير جريدة الأسبوع الأدبي.
- مدير عام هيئة الإذاعة والتلفزيون (1988-1996)
- رئيس اتحاد إذاعات الدول العربية في التسعينات لمدة عامين ونصف.

## أعماله
- قارب الزمن الثقيل، رواية 1970.
- السنديانة، رواية 1971.
- الياقوتي، رواية 1977.
- الصخرة، رواية 1978.
- حصار الألسن، قصص 1979.
- المتألق، رواية 1980.
- المتعدد، رواية 1982.
- صوت الليل يمتد بعيداً، 1989 ترجمت إلى الفرنسية، والإيطالية والألمانية.
- زهرة الرمان: وهي تتحدث عن حياته الخاصة.

في الأعمال التلفزيونية:
- «الهرّاس» - 1981 -
- «هجرة القلوب إلى القلوب» - 1990 - إخراج هيثم حقي.
- «الأيام المتمردة» - 2001 -
- «بيت العز» - 2003 -
- «الغاوي» - 2005 - مسلسل كوميدي - إخراج علاء الدين الشعار.